# Kontrollierte Sprache
Eine kontrollierte Sprache ist eine natürliche Sprache wie z. B. Deutsch oder Englisch – in diesem Zusammenhang aber auch möglicherweise eine geplante Sprache wie Esperanto –, die nach bestimmten Regeln eingeschränkt wird. Ziel ist es, technische Dokumentationen und Handbücher verständlicher zu machen, Dokumentationsabläufe effizienter zu gestalten und als Teil des übersetzungsgerechten Schreibens Übersetzungen zu vereinfachen. Dazu werden beispielsweise Fachwörter, Wortschatz (allgemeiner Kernwortschatz), Sprachstil, Grammatik, Satzbau (z. B. Länge von Sätzen und Absätzen, Verwendung von Aktiv in Anleitungen) festgelegt oder eingeschränkt.
So genannte Sprachprüfprogramme (englisch: Controlled-Language-Checker oder Conformance Checker) können die Einhaltung der Regeln überprüfen. Sie unterstützen dadurch den Technischen Redakteur beim Schreiben in kontrollierter Sprache.
Das Regelwerk einer kontrollierten Sprache kann so eingeschränkt sein, dass sie zuverlässig automatisch verarbeitet werden kann, sie also zu einer formalen Sprache wird, die aber immer noch genügend Elemente natürlicher Sprache enthält, um für Menschen problemlos verständlich zu sein.

## Beispiele für kontrollierte Sprache
Deutsch
- Siemens Dokumentationsdeutsch (SDD)[1]
- Kontrolliertes Deutsch[2]
- Technisches Deutsch
- Vereinfachtes Deutsch

Englisch
- Attempto Controlled English (ACE)[3]
- Caterpillar Technical English (CTE),
 Caterpillar Fundamental English (CFE)
- Controlled English – Océ
- Controlled English Grammar (COGRAM) – Alcatel
- Controlled Automotive Service Language (CASL) – General Motors
- Ericsson English
- Easy English – IBM
- Gellish
- Globish
- International Service Language – Kodak
- Nortel Standard English (NSE)
- Simplified (Technical) English
  - AECMA SE – Association Européenne des Constructeurs de Matériel Aérospacial
  - ASD STE – Aerospace and Defence Industries Association of Europe
- Sun Controlled English – Sun Microsystems
- Xerox Multilingual Customized English

andere Sprachen
- Français Rationalisé (FR) – Dassault Aviation
- Scania Swedish

kontrollierte Register von Plansprachen
- Esperanto
  - Distribuita Lingvo-Tradukado (DLT, en. Distributed Language Translation)

## Weblink
- Artikel mit Beispielen bei doku.info (Memento vom 5. März 2016 im Internet Archive)